# Livello (contratto)
Il livello è un contratto agrario in uso nel Medioevo, che consisteva nella concessione di una terra dietro il pagamento di un fitto. Il diritto, cosiddetto dominio utile, col tempo divenne alienabile. Il livello (etimologicamente livello deriva da libellus, vale a dire il documento che incartava il contratto, nel quale erano previsti e specificati gli obblighi gravanti sul livellario), o precario, figura appartenente al diritto intermedio, traeva vita da una stipulazione in forza della quale un bene immobile, per lo più un fondo, veniva concesso per un certo termine verso il corrispettivo di un canone livellario (anche detto censo). Alla scadenza prevista il contratto era rinnovabile, in esito al versamento di un ulteriore canone livellario. Erano concessi a livello molti beni della Chiesa che in questo modo, da un lato, aderiva alla richiesta di concessione del temporaneo godimento (allo scopo di coltivazione, di abitazione) da parte dei singoli, dall'altro, evitava di perdere la proprietà del bene.
Il livello veniva stipulato tra il proprietario (spesso un nobile, un monastero, una chiesa) e il livellario. Il livello rimase in uso fino agli inizi dell'Ottocento. La forma di contratto vigente più rispondente alle caratteristiche sopra richiamate è l'enfiteusi.

## Storia
Il contratto agrario di livello venne istituito nel 368 d.C. dagli imperatori Valentiniano I e Flavio Giulio Valente e fu utilizzato in tutto l'Impero romano. Con questo istituto chi disponeva di terre poteva concederle a livello dietro un canone livellario. Le condizioni alle quali un concessionario chiedeva a un concedente di avere a livello delle terre venivano scritte in "duo libelli pari tenore conscripti" (da qui il nome del contratto): due libretti di uguale contenuto. Ciascuno dei contraenti ne firmava uno che rimaneva in mano all'altro.
Gli imperatori istituirono questo tipo di contratto, molto agevole per il concessionario che stabiliva le condizioni, con l'intento di aiutare la classe povera, dalla quale provenivano i due fratelli imperatori, oltre che quello di ripopolare territori abbandonati a causa specialmente di vicissitudini belliche. Il canone da pagare in natura non era fisso ma, a fine annata, il concessionario versava al concedente una percentuale del raccolto di alcuni prodotti.
Questo contratto, in Italia, è stato utilizzato moltissimo nel Medioevo da privati, enti pubblici ed enti religiosi. La concessione poteva essere temporanea, per venti anni rinnovabili con la ricognizione al diciannovesimo anno, o perpetua. La versatilità di questo contratto diede luogo a confusione con altri tipi di contratto, specie con l'enfiteusi, tanto che in tempi moderni non si riusciva più a distinguerlo. Fu il giurista Silvio Pivano che, agli inizi del Novecento, lo studiò e diede una definizione: "Precarie e livelli erano infatti contratti che potevano intercedere fra persone della più varia condizione sociale, cadere su beni di qualunque entità e natura, essere di qualunque durata, con canone di qualsivoglia valore e specie, con o senza obbligo di miglioramento dei fondi, in una parola senza alcuna specifica determinazione sostanziale. Per contro, nella grande varietà degli esempi, un elemento appariva costante e sicuro, quello della forma con cui dovevano essere conclusi".
Nel Basso Medioevo il contratto di livello fu molto diffuso. Una serie di norme favorirono ulteriormente il livellario, fra cui il divieto di aumentare il canone e la possibilità dell'affrancamento (ovvero di riscattare la proprietà). Venne inoltre prevista al possibilità di vendere la posizione di livellario, nonché quella di lasciarlo in eredità. Divenne perciò un vero e proprio diritto reale di godimento.
Generalmente in Italia, nella seconda metà del Novecento, il contratto di livello venne dimenticato anche perché il codice civile non lo riporta più già dal tempo del codice civile unitario (1865). I contratti intercorsi tra privati, spesso anche con enti religiosi, furono dimenticati e gli assegnatari livellari non pagarono più alcun canone.
Il livellario era gravato non soltanto dell'obbligazione di pagare il canone, bensì anche di migliorare il bene. In questo senso il tenore del titolo poteva variamente atteggiarsi, prescrivendo l'obbligatorietà di prestazioni anche di natura personale. Il livello si può dire confluito nella figura dell'enfiteusi, la cui normativa venne dichiarata applicabile anche ai primi.

## Situazione odierna
Lo Stato provvide a eliminare questo contratto, in capo a beni delle amministrazioni e le aziende autonome dello Stato, comprese l'amministrazione del fondo per il culto, l'amministrazione del fondo di beneficenza e di religione nella città di Roma e l'amministrazione dei patrimoni riuniti ex economali, per antieconomicità, nel 1974 con la “Rinuncia ai diritti di credito inferiori a lire mille”, con la quale, oltre “alla chiusura delle partite di credito” si provvide anche alla cancellazione dell'annotazione in Catasto, dando comunicazione agli uffici interessati dell'avvenuta estinzione del contratto e lasciando così gli ex livellari proprietari a tutti gli effetti dei terreni che erano stati concessi a livello ai loro antenati.
Come confermato dalla Corte dei Conti, tale legge n. 16/1974 non è applicabile ai beni comunali: "È da ricordare che con la legge n. 16 del 1974 alle Amministrazioni ed alle Aziende autonome dello Stato, ivi comprese l'Amministrazione del fondo per il culto, l'Amministrazione del fondo di beneficenza e di religione nella città di Roma e l'Amministrazione dei patrimoni riuniti ex economati, venne data la facoltà di rinunciare ai diritti di credito inferiori a lire mille costituiti da canoni enfiteuci, censi livelli ed altre prestazioni in denaro o in derrate derivanti da rapporti perpetui reali e personali costituiti anteriormente alla data del 28 ottobre 1941".
La lettera della legge è chiara: i destinatari di essa sono unicamente le Amministrazioni e le Aziende autonome dello Stato. Tale interpretazione è confortata dai relativi atti parlamentari (atto Senato della Repubblica n. 365; atti Camera dei Deputati n. 2460; IV legislatura) che, benché scarni, sono chiari sul punto. La legge nasceva da un disegno di legge presentato dal Ministero delle finanze del tempo, la cui relazione di accompagnamento partiva dalla rilevazione che numerose partite di credito, iscritte nei libri debitori degli Uffici del registro derivanti da rapporti perpetui reali e personali, prevedevano la corresponsione di prestazioni di modesto importo, di difficile gestione ed antieconomica. Si faceva, in particolare, riferimento a partite iscritte presso l'Amministrazione delle Finanze e presso l'Amministrazione del fondo per il culto. Va osservato che detta legge determinava l'estinzione del diritto in base al quale lo Stato aveva titolo a riscuotere canoni, censi, livelli e altre prestazioni, talché le amministrazioni interessate legittimamente potevano rinunciare al diritto di riscuotere detti crediti.
Tale essendo rimasta la situazione sotto il profilo legislativo, è da domandarsi se sulla base di detta disposizione anche gli enti locali, non espressamente ivi menzionati, possono ritenersi facoltizzati a rinunciare, anche nei limiti di somma sopra richiamati, alla riscossione di canoni, censi, livelli o altro del genere di cui siano titolari. Al riguardo, con riferimento al principale interrogativo posto dal Comune, va affermato che non appare giustificato che l'Ente, sulla base di quanto disposto dalla citata legge n. 16 del 1974, deliberi in via autonoma e generalizzata l'estinzione di rapporti perpetui e personali, cui è collegata la titolarità dell'Ente relativamente a canoni e livelli e posti a carico di cittadini titolari di diritti reali. Va ricordato che i canoni ed i livelli, di che trattasi, in genere nell'Italia meridionale derivano dalla allodiazione di antiche proprietà collettive che, come tali, godono della imprescrittibilità nonché della inalienabilità e della inusucapibilità. Il Comune, in quanto rappresentante della comunità e referente di tali antiche proprietà collettive, o meglio di quanto rimane di esse dal punto di vista pubblicistico, è titolare di censi, livelli, canoni o altre prestazioni similari, indipendentemente dall'esistenza o meno del titolo di proprietà in testa al comune del singolo immobile. Si tratterebbe peraltro di rinunzia unilaterale, non espressamente prevista dalla norma di legge invocata, che, in quanto derogatoria rispetto ai principi generali posti a tutela della proprietà pubblica, non è suscettibile di interpretazione analogica. Il che non toglie che sia avvertita l'esigenza che l'Ente richiedente, anche in collaborazione con gli Uffici regionali competenti in materia, provveda ad una ricognizione delle singole diverse posizioni relativamente alle quali risulti titolare di canoni, censi, livelli o altre pretese del genere, al fine della riscossione degli stessi o della loro affrancazione su iniziativa di chi è soggetto a tali oneri e con le modalità proprie di quest'ultimo istituto."
La legge n. 16/1974 è stata successivamente abrogata dal D.L. 25/06/2008, n. 112, convertito, con modificazioni, dalla legge 06/08/2008, n. 133.
Quando, negli anni novanta del Novecento, i comuni fecero l'inventario dei loro beni, si ritrovarono a essere concedenti livellari e riscoprirono il diritto di esigere un censo dai terreni livellari. Perciò molti comuni deliberarono di ristabilire quel censo aggiornato, dando la possibilità ai livellari di richiederne l'affrancazione secondo le norme dell'attuale codice civile, cioè quelle dell'enfiteusi.
La Corte Costituzionale, con la sentenza n. 46 del 1959 aveva ribadito: “L'istituto (del livello) è stato dal legislatore considerato nella sua autonomia e disciplinato con criteri autonomi, che in parte coincidono ed in parte contrastano con la disciplina giuridica dell'enfiteusi e degli altri istituti similari”; successivamente, in considerazione delle caratteristiche che ha assunto il diritto di “livello” nel corso della sua evoluzione storica, la giurisprudenza di legittimità in più occasioni ha peraltro avuto modo di equipararlo ad un diritto di enfiteusi (Cass. civ. sez. III n. 64/1997 e, meno recentemente, Cass. n. 1366/1961 e Cass. 1682/1963 – E1) e pertanto a un diritto reale di godimento su fondo altrui.

### Usucapione
Oggi in molti comuni il contratto di livello è vissuto come un problema di difficile soluzione per il semplice motivo che non si effettua una valida ricostruzione storico/giuridica, vista la definizione di tale istituto data da Silvio Pivano.
Anche se si legge negli articoli de "Il Sole 24 Ore" l'affermazione secondo cui «I comuni che hanno conservato il diritto a riscuotere il canone, ma non abbiano continuato a riscuotere i canoni ed esercitato la ricognizione del proprio diritto, ogni diciannove anni, ai sensi dell'art. 969 del Codice Civile, hanno perso il diritto a riscuotere il canone, in quanto si è usucapito non la proprietà già di pertinenza del legittimario, ma l'obbligo di debenza dei canoni», tale affermazione è del tutto priva di fondamento e contraria alle norme in vigore: il diritto del concedente a riscuotere il canone non si estingue per usucapione per il preciso disposto dell'art. 1164 del Codice Civile; si può usucapire solo il diritto dell'enfiteuta, mentre il dominio diretto è imprescrittibile; ai sensi dell'art. 1164 del Codice Civile (e prima ancora l'art. 2116 del vecchio Codice Civile abrogato), l'enfiteuta non può usucapire il diritto del concedente; secondo svariate pronunce della cassazione (4231/76 - 323/73 - 2904/62 - 2100/60 - 177/46), tutte concordi, «l'omesso pagamento del canone, per qualsiasi tempo protratto, non giova a mutarne il titolo del possesso, neppure nel singolare caso sia stata attribuita dalle parti efficacia ricognitiva.»
L'esercizio del potere di ricognizione di cui all'art. 969 si applica solo per le enfiteusi a tempo (casi singolari), e non riguarda quindi le enfiteusi perpetue: ai sensi dell'art. 958 del Codice Civile le enfiteusi sono perpetue quando non viene stabilita la durata; le enfiteusi in cui non viene fissato un termine sono a tutti gli effetti perpetue; come tali, non va esercitato nessun potere di ricognizione in quanto, ai sensi dell'art. 1164 del Codice Civile, se non muta il titolo del possesso dell'enfiteuta, tale enfiteuta non può usucapire la proprietà e quindi il canone non è prescritto; la ricognizione è un diritto riconosciuto al concedente (e non un dovere) per impedire all'ex enfiteuta (ma solo per le enfiteusi a tempo, dopo la loro scadenza) di usucapire il terreno. "Trattasi, quindi, di una mera facoltà e non di un obbligo, nel senso che il concedente, se non vuole esercitarla, non perde, per ciò solo, il suo diritto sulla cosa" (Cassazione n. 2904 del 10/10/1962).
In pratica, la corretta applicazione dell'art. 1164 del c.c. (chi ha il possesso corrispondente all'esercizio di un diritto reale su cosa altrui non può usucapire la proprietà della cosa stessa, se il titolo del suo possesso non è mutato per causa proveniente da un terzo o in forza di opposizione da lui fatta contro il diritto del proprietario. Il tempo necessario per l'usucapione decorre dalla data in cui il titolo del possesso è stato mutato) prevede che, chi volesse usucapire il diritto del concedente, dovrebbe innanzitutto fare opposizione contro il diritto del proprietario e solo dopo venti anni può usucapire la piena proprietà.
Sulle visure catastali è possibile trovare, nell'intestazione, la dicitura "Comune Concedente" e ditta "livellario" o "enfiteuta"; tale dicitura può nascondere almeno quattro casi:
- terreno civico arbitrariamente occupato (usurpo) rientrante nel patrimonio indisponibile del Comune[8];
- un terreno allodiale[9] ex civico e gravato da un canone (demaniale) di natura enfiteutica[10];
- un terreno civico oggetto di quotizzazione ai sensi della legge n. 1766/1927[11], concesso a titolo di enfiteusi[12];

- un terreno non civico rientrante nel patrimonio disponibile dell'ente e dato in enfiteusi ai sensi del codice civile.
Il livellario o enfiteuta è colui al quale spetta il godimento di un bene che però non gli appartiene, infatti la concessione di un qualunque bene non scaturisce in un'acquisizione automatica della proprietà. La proprietà resta sempre in capo al concedente, detto anche direttario, fino a quando il livellario non chiede l'affrancazione e diventa in questo caso, proprietario del bene (art. 971 c.c.).

### Enfiteusi
L'enfiteusi è un diritto perpetuo o, se è previsto un termine, ha durata non inferiore a venti anni (art. 958 c.c.). Non è però suscettibile di subenfiteusi (art. 968 c.c.). Ha per oggetto tradizionalmente fondi rustici, ma dalla legislazione speciale è stata estesa anche ai fondi urbani.
L'enfiteusi si estende anche ai fabbricati edificati su terreni gravati da canone enfiteutico, ossia tutto ciò che è costruito su terreno gravato da canone enfiteutico diviene gravato dal canone anch'esso per accessione.
Sul fondo l'enfiteuta ha la stessa facoltà di godimento che spetta ad un proprietario (art. 959 c.c.), ma con due obblighi specifici (art. 960 c.c.):
- di migliorare il fondo;
- di corrispondere al nudo proprietario ("concedente") un canone periodico (una somma di danaro ovvero una quantità fissa di prodotti naturali), per la cui determinazione l'autonomia delle parti è vincolata dai criteri previsti dalle leggi speciali in materia.
A questo proposito, distinguiamo la determinazione del canone in base alla tipologia di enfiteusi:
- enfiteusi su fondo agricolo: la normativa prevede che la misura del canone non può essere sproporzionata rispetto al valore di mercato del bene su cui grava l'enfiteusi, ma che questo sia periodicamente aggiornato mediante l'applicazione di coefficienti di maggiorazione idonei a mantenere adeguata, con una ragionevole approssimazione la corrispondenza all'effettiva realtà economica. (Corte Costituzionale sent. 406 del 7 aprile 1988 e sent. 143 del 23 maggio 1997). Proprio in relazione a queste sentenze è stato dichiarato illegittimo il metodo di calcolo che prendeva il reddito dominicale come valore di riferimento, proprio perché obsoleto e non più rispondente agli attuali parametri di mercato (es. Valore Agricolo Medio).
- enfiteusi su fondo edificabile: il valore del canone di dette aree non può essere determinato sulla base delle enfiteusi rustiche onde evitare operazioni speculative, ma ad esso si deve pervenire applicando al valore dell'area considerata edificabile un equo saggio di rendimento (Consiglio di Stato parere nº 661/98 del 9 giugno 1998, Ministero delle Finanze nota del 26 ottobre 2000 (es. valore I.C.I.).
- enfiteusi su fondo edificato: i fabbricati costruiti su terreni gravati da livello non possono essere considerati migliorie (Avvocatura dello Stato nota n.8475 del 19.12.1991), l'attività di miglioria che è richiesta all'enfiteuta, deve ritenersi intrinsecamente connessa alla natura del fondo stesso; mentre esula completamente da ciò ogni attività di trasformazione edilizia (Consiglio di Stato parere n. 661/1998). Il fabbricato pertanto risulta acquisito per accessione dal concedente in quanto proprietario dell'area.

### Affrancazione
L'affrancazione è l'acquisto della proprietà da parte dell'enfiteuta mediante il pagamento di una somma pari a quindici volte il canone annuo (art. 971 c.c.). Il diritto di affrancazione è un diritto potestativo dell'enfiteuta: il concedente non può rifiutarsi di prestare il proprio consenso. È infatti vero anche l'inverso, ossia che il concedente non può obbligare il livellario ad affrancare se quest'ultimo intende pagare il canone annuo.
Il diritto di enfiteusi è suscettibile di comunione ("coenfiteusi"), ma non può costituirsi su una quota del fondo indiviso, giacché l'obbligo di migliorare il fondo presuppone la piena materiale disponibilità di questo da parte dell'enfiteuta.
Al concedente spetta il diritto di domandare al giudice la devoluzione del fondo (art. 972 c.c.), ossia l'estinzione del diritto di enfiteusi:
- se l'enfiteuta non adempie l'obbligo di migliorare il fondo;
- se non paga due annualità di canone.

Fra domanda di devoluzione ed affrancazione prevale la seconda (art. 973 c.c.).
Una causa di estinzione dell'enfiteusi è il perimento totale del fondo (art. 963 del c.c.).
L'uso di concedere porzioni anche considerevoli di terreni in enfiteusi era molto diffusa nel Medioevo da parte di abbazie e monasteri i quali spesso si trovavano nella difficoltà di riuscire a gestire la totalità dei terreni di loro proprietà sia per le dimensioni che, acquisizione dopo acquisizione, diventavano sempre più estese, sia per la distanza che taluni appezzamenti avevano dalla sede.

## Un esempio: il comune di Iglesias
A titolo di esempio si riporta il contratto di livello utilizzato dal comune di Iglesias, nel Sulcis-Iglesiente, in Sardegna.
Iglesias è una città di fondazione nata nel 1258 a bocca di miniera ad opera di Pisa per sfruttare i giacimenti piombo - argentiferi del territorio. L'attività mineraria della città proseguì anche in periodo spagnolo (1324 - 1720) quando, a causa dello spopolamento dovuto alla guerra di conquista e alle pestilenze, le genti sopravvissute del Sulcis e Cixerri furono costrette a stabilirsi in città per fare i minatori. Alla fine del Cinquecento e inizi del Seicento, in seguito allo spostamento degli interessi spagnoli dal Mediterraneo all'Atlantico, le miniere cessarono la loro attività e la città di Iglesias, per sopravvivere, fu costretta a cercare altre fonti di reddito. Le più immediate erano le fertili campagne del Sulcis e del Cixerri abbandonate, molte delle quali furono concesse dal re perché ne facesse uso per sé e per i cittadini. Proprio come al tempo di Valentiniano, Iglesias riuscì a ripopolare quei territori e a dare sostentamento a molti contadini e pastori concedendo a livello tali terre. Non fu l'unico modo di acquisizione dei terreni del Sulcis da parte dei privati nella fase del ripopolamento, ma certo uno dei più importanti.
È bene precisare che il contratto di livello ha caratteristiche diverse a seconda del luogo dove venne, in alcuni luoghi ancora viene, utilizzato. Nel caso specifico dei Livellari al Comune d'Iglesias vennero (vengono) utilizzati 130 000 ettari di terreno demaniale posti nel Sulcis (oggi nel Comune di Giba, Piscinas, Masainas, Sant'Anna Arresi, Teulada, Santadi, Tratalias e, nel Cixerri (oggi nel Comune di Carbonia e Iglesias). Importante sottolineare che si tratta di terreni demaniali e non di proprietà del Comune di Iglesias come espresso nella Delibera n. 38 del 2 dicembre 2002 emessa dal Comune. Nella richiesta fatta dal Comune nel 1518 viene espressamente detto che; -no possheir aquells-. Nella sentenza della Reale Udienza del 28 giugno 1537, con la quale si assegnano ad Iglesias l'uso delle terre del Cixerri, si incarica -nobilis Capitaneus qui nunc est, exerceat jurisdictionem altam et bassam, cum mero et misto imperio, pro Regia Curia-. 
Agli inizi del 1800 il Comune di Iglesias si crede proprietario dei terreni livellari ed evidentemente si comporta di conseguenza se il Reale Fisco li evoca a sé e manda i suoi funzionari a riscuotere il censo livellario. Il Comune intenta una causa contro il Fisco. La causa si chiude con la sentenza della Reale Udienza del 5 gennaio 1815 che assolve il Comune e lo reintegra nel possesso di quelle terre perché -la città non pretendeva su quei salti il dominio diretto, che fu, e sarà presso il Sovrano, e neppure la giurisdizione, ed il mero, e misto impero, il di cui esercizio hanno avuto, ed hanno ancora i ministri Regi-. 
Il comune disciplinò questo contratto bilaterale con un regolamento comunale chiamato Albarano, approvato dal re, e la voce “Prodotto dei Salti Cixerro e Sulcis” fu inserita in bilancio. La riscossione del censo livellario, monetizzato, veniva data in appalto triennale. L'appaltatore (arrendatore) praticava l'accertamento del bestiame grosso pascolante nei terreni vincolati e della quantità del grano e dell'orzo raccolti riscuotendo la percentuale nella misura stabilita dall'Albarano.
Nel 1853 vennero aboliti i diritti feudali in Sardegna. I livellari, pensando che il censo che pagavano al comune di Iglesias fosse un diritto derivante dall'essere il comune feudatario dei loro terreni, si rifiutarono di continuare a pagare. Il comune in un primo tempo eliminò quella tassa poi, non trovando modo di sostituire la voce di bilancio, la rimise. Nel 1857 novantotto livellari andarono in causa contro il comune. La causa finì in Cassazione nel 1877 con la condanna dei livellari. La maggior parte dei livellari però continuarono a non pagare e per questo il comune, negli anni, si diede da fare per trovare una soluzione. A volte propose una specie di sanatoria che cancellava il settanta per cento dei canoni arretrati e faceva pagare solo il cinquanta per cento della somma di riscatto; altre volte cercò di trasformare il canone di livello in canone fisso, inutilmente, perché i livellari non accettarono in nome della bilateralità del contratto e perché la maggior parte non pagavano più da tanto tempo. Nonostante queste peripezie il comune nel 1915 fece inserire il vincolo in Catasto.
La situazione si trascina con ripetute cause fino al 1942, quando il Comune elimina dal bilancio la voce relativa. Non toglie però il vincolo espresso in catasto: ciò fa sì che negli anni novanta riscopra i terreni livellari ritenendoli di sua proprietà. Ritiene inoltre imprescrittibile il suo diritto di pretendere il pagamento del censo e che il livello sia equiparabile all'enfiteusi. Nel dicembre del 2002 il Comune di Iglesias delibera che i livellari debbano pagare l'affrancazione nella misura di 15 volte la rendita dominicale per avere la piena proprietà dei loro terreni. Gli ultimi cinque anni di canone non caduti in prescrizione vengono condonati.